# ドクウロコイボダイ科
ドクウロコイボダイ科（学名：Tetragonuridae）は、スズキ目イボダイ亜目に所属する魚類の分類群の一つ。ドクウロコイボダイ属のみ1属で構成され、ドクウロコイボダイなど3種が記載される。

## 分布・生態
ドクウロコイボダイ科の魚類はすべて海水魚で、世界中の熱帯・亜熱帯域の海に広く分布する。イボダイ亜目の仲間として最も広範囲な分布を示す一群で、大陸から離れた外洋の中層を遊泳する。未成魚は表層近くを浮遊し、サルパなど漂泳性の被嚢動物に帯同して生活する。成長とともにより深い海域に移行し、成魚は水深800mまでの深海で暮らすようになると考えられている。
本科魚類は特徴的なナイフ状の歯を使い、主にクラゲなどの刺胞動物・有櫛動物を捕食するほか、他のプランクトン類を摂食することもある。体内に有毒成分を含むことが報告されており、食用として利用されることはほとんどない。

## 形態
ドクウロコイボダイ科の仲間は細長い円筒形の体をもち、明瞭な鱗に覆われる。最大で全長70cmほどに成長し、体色は茶褐色から黒色であることが多い。尾柄部は長く、両側に尾柄隆起（キール）をもつ。
背鰭は前半の棘条部と後半の軟条部に分かれ、それぞれ10-20本の棘条と10-17本の軟条で構成される。臀鰭は1棘10-16軟条。近縁のマナガツオ科とは、成魚が腹鰭をもつことで鑑別される。側線鱗は73-114枚、椎骨は40-58個。

## 分類
ドクウロコイボダイ科にはNelson（2016）の体系において1属3種が認められている。
- ドクウロコイボダイ属 Tetragonurus
  - ツマリドクウロコイボダイ Bigeye squaretail, Tetragonurus atlanticus Lowe, 1839.
  - ドクウロコイボダイ Smalleye squaretail, Tetragonurus cuvieri Risso, 1810.
  - Pacific squaretail, Tetragonurus pacificus Abe, 1953.